# Kabupaten de Tanah Datar
Le kabupaten de Tanah Datar, en indonésien Kabupaten Tanah Datar, (« terre plate » en indonésien) est un kabupaten de la province de Sumatra occidental en Indonésie. Sa population est de 334 000 habitants. Son chef-lieu est Batusangkar.
La ville de Padang Panjang, qui possède le statut de kota, est située dans le kabupaten.

## Histoire

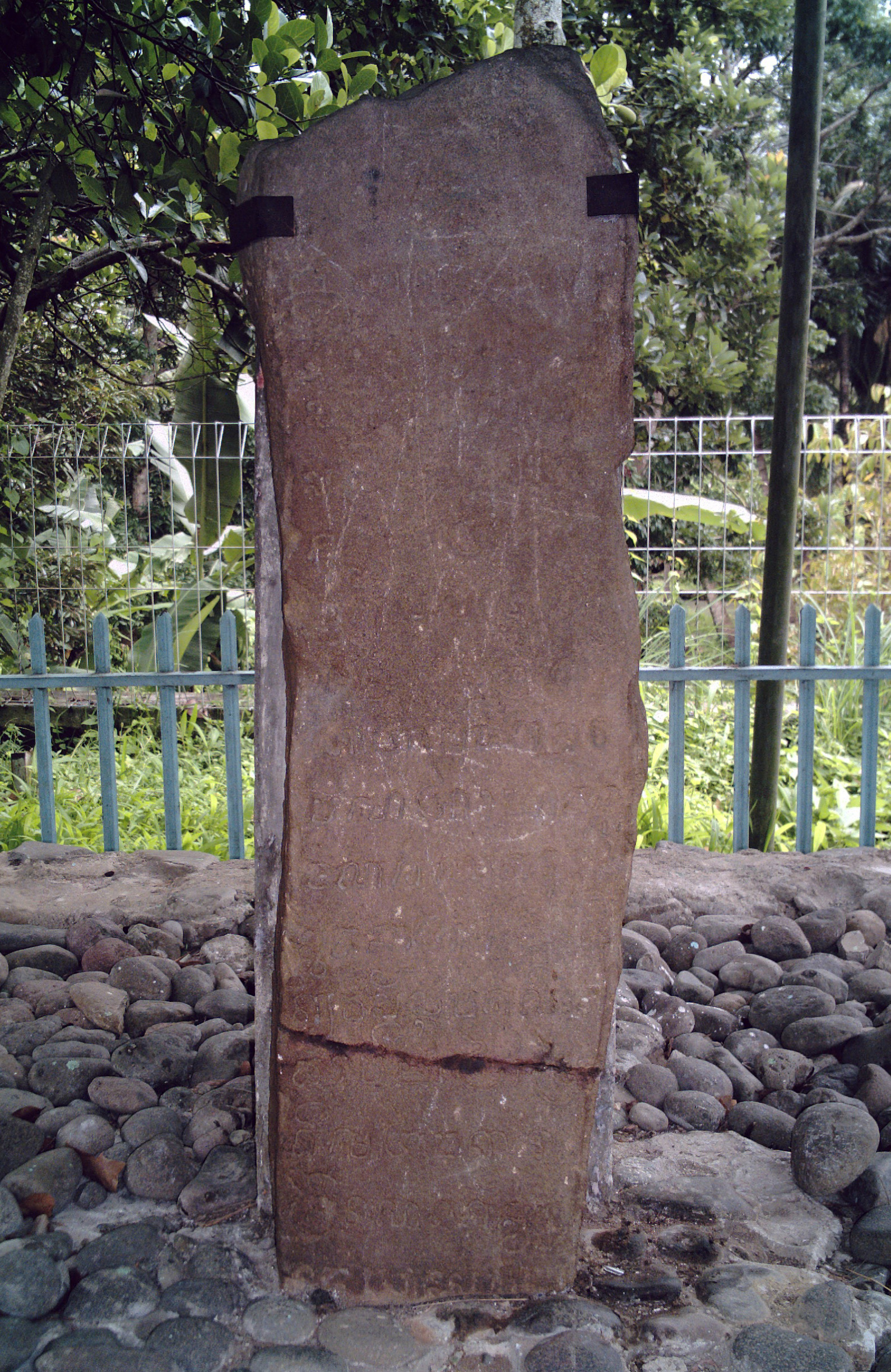
L'inscription de Kuburajo à Lima Kaum

Dans le district de Lima Kaum se trouve une pierre qui porte une inscription, dite « de Kuburajo » (« la tombe du roi ») qui mentionne le nom du roi Adityawarman.

## Tourisme
- Palais de Pagaruyung
- Mégalithes avec inscriptions à Batusangkar
- Village de tisserands de Pandai Sikat
- Lac Singkarak.
- Les courses de taureaux, appelée pacu jawi

## Galerie de photos

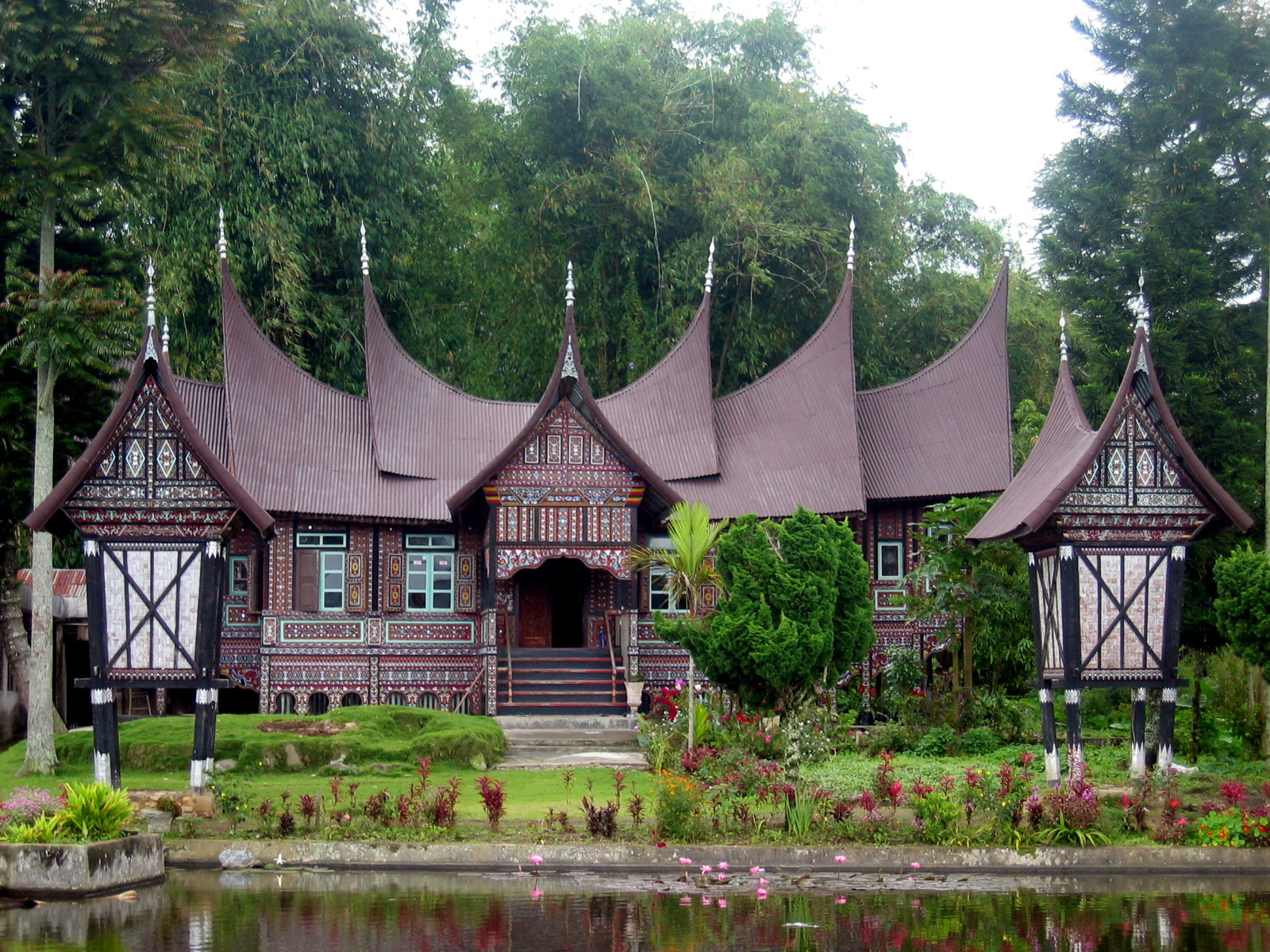
Une rumah gadang (en), maison traditionnelle des Minangkabau.
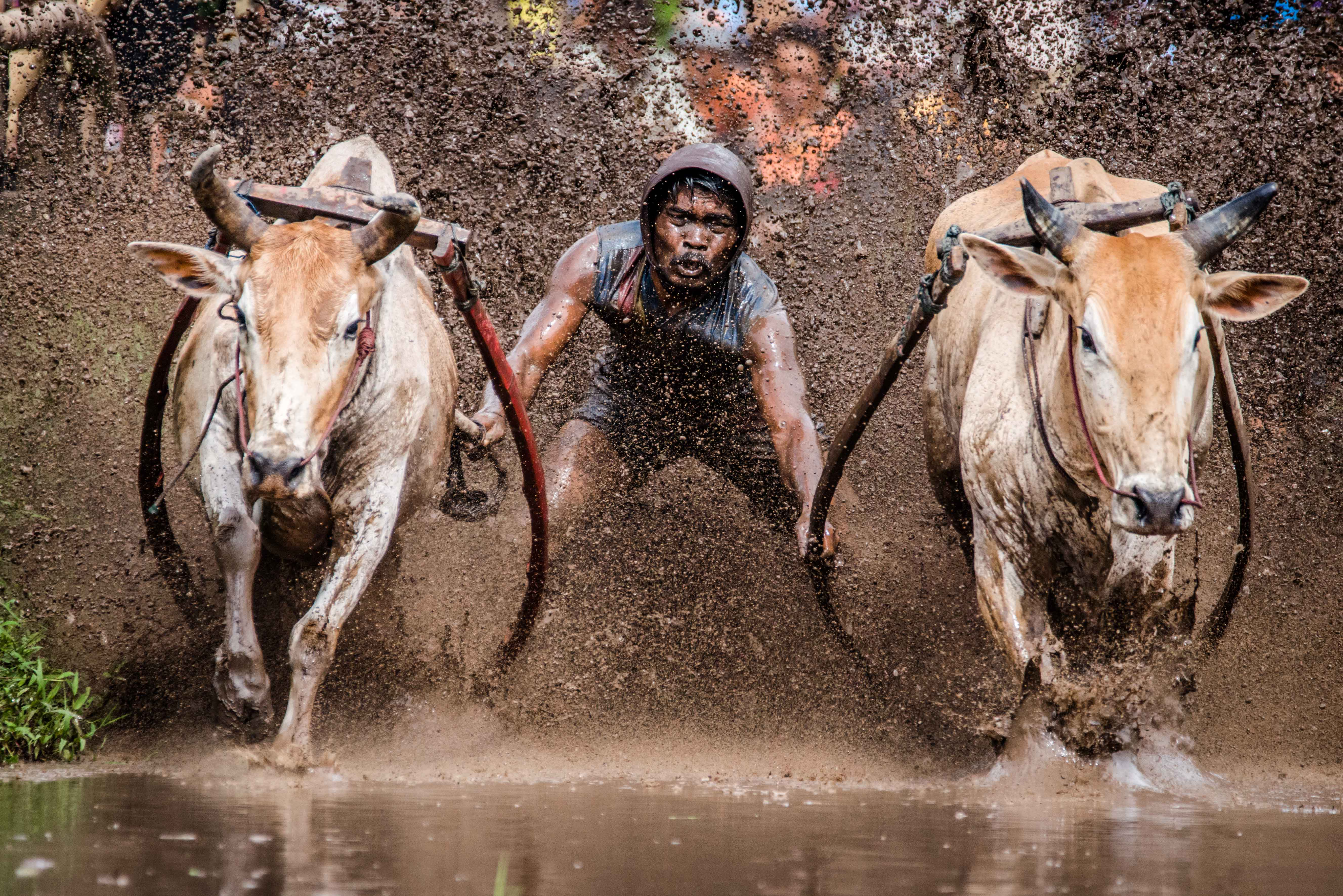
Scène de pacu jawi, une course de taureaux indonésienne traditionnelle pratiquée au Tanah Datar, se déroulant dans la boue d'une rizière.